# Chủ nhật
Chủ nhật (Hán Nôm: 主日 CN: 星期日／星期天 JA: 日曜日 EN: Sunday) hay còn gọi Chúa nhật, là một ngày trong tuần. Ngày chủ nhật cùng ngày Thứ Bảy được gọi chung là ngày cuối tuần. Hầu hết tín đồ Kitô giáo gọi là ngày Chúa nhật, có nghĩa là Ngày của Chúa (Lord's Day), là ngày Chúa Kitô phục sinh, ngày đi lễ và nghỉ ngơi. Các nước như Hoa Kỳ, Canada, Philippines cũng như các nước Nam Mỹ gọi ngày Chúa nhật là ngày đầu tuần. Theo lịch Do Thái và các lịch truyền thống (bao gồm các lịch Thiên Chúa giáo), Chúa nhật là ngày đầu tiên trong tuần. Hội Tôn giáo Tín hữu xem ngày Chúa nhật là "ngày đầu tiên" hợp với các lời chứng về sự đơn giản của họ.

## Từ nguyên

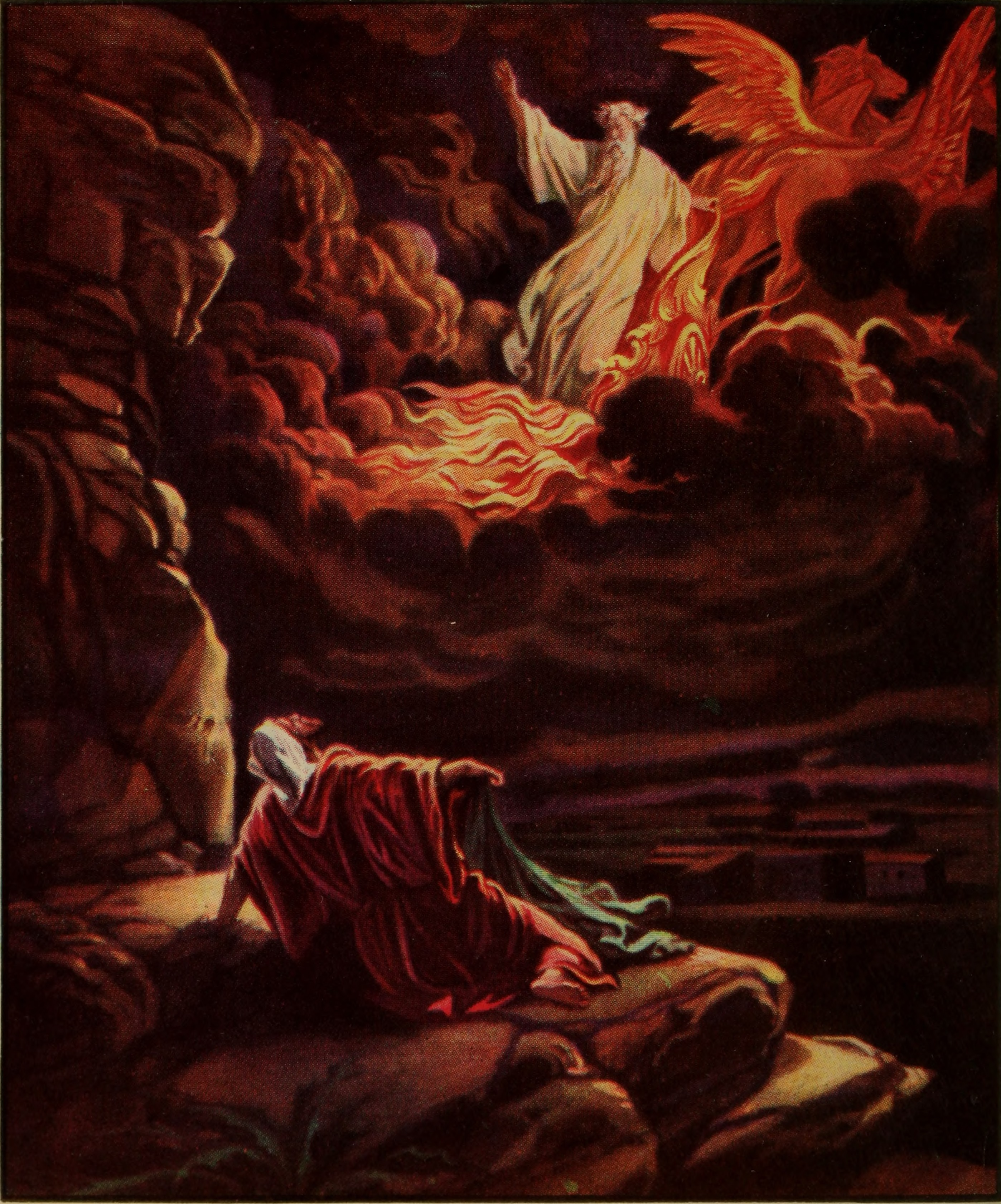
Trong Công giáo thì Chủ nhật hay Chúa Nhật tức là ngày của Thiên Chúa

Chủ nhật hay Chúa nhật đều là phát âm của một từ 主日 Hán Nôm. Chủ là âm Hán Việt, Chúa là âm Nôm. Cả hai âm chủ và chúa là hai âm khác nhau của một danh từ 主 nghĩa là người đứng đầu. Tiếng Trung gọi ngày này là Tinh kỳ Nhật (chữ hán: 星期日) nghĩa là "kỳ sao mặt trời". Tiếng Nhật và Hàn thì ngày này gọi là Nhật Diệu Nhật (Kanji/Hanja: 日曜日, Kana: にちようび – nichi yōbi, Hangeul: 일요일 – il yo il), có nghĩa là "ngày Nhật Diệu" hay "ngày Mặt Trời".
Theo kinh điển Do Thái cổ, ngày thứ Bảy là ngày Sabát. Với những dân tộc không thuộc ảnh hưởng văn hóa Do Thái và Ki-tô giáo thì không có tên riêng cho những ngày trong tuần lễ. Khi các giáo sĩ Âu châu sang Viễn Đông dùng tiếng Việt truyền đạo thì đặt "ngày Sabát," tức ngày thứ bảy của tuần lễ theo thứ tự số đếm của ngôn ngữ gốc. Vì giáo sĩ người Bồ Đào Nha đi tiên phong nên tên đặt cho bảy ngày của tiếng Việt cũng theo lối gọi của tiếng Bồ. Một số ngôn ngữ châu Âu đặt tên bảy ngày trong tuần theo nguồn gốc xa xưa hơn nữa, có từ trước khi Ki-tô giáo du nhập. Trong khi đó các giáo hội Chính Thống giáo Đông phương phân biệt ngày Sabát (thứ Bảy) và ngày của Chúa (Chủ nhật). Đối với Công giáo Rôma thì không đặt nặng việc phân biệt này nên nhiều tín hữu theo—nhất là trong ngôn ngữ thường ngày—gọi ngày Chủ nhật là ngày Sabát. Giáo hội Tin Lành cũng vậy.

## Vai trò của ngày Chủ nhật
Theo quy định của Tổ chức tiêu chuẩn hóa quốc tế (ISO), ngày Chủ nhật là ngày cuối cùng của một tuần. Việt Nam và đa số các nước trên thế giới đều theo chuẩn này. Ở một số quốc gia khác như Hoa Kỳ, Chủ nhật lại là ngày đầu tiên của tuần. Theo truyền thống Do Thái cũng như Công giáo Rôma, ngày Chủ nhật được gọi là "ngày bắt đầu", vì thế nó được xem là ngày đầu tuần, trước thứ hai.